# Alexandra Friberg
Alexandra Sara Linnéa Friberg, född 15 juli 1994, är en svensk skönhetsdrottning. Friberg vann Miss Universe Sweden 2013. Hon representerade Sverige i skönhetstävlingen Miss Universum 2013 den 9 november 2013 i Moskva.